# Karate na Igrzyskach Europejskich 2019
Zawody karate na Igrzyskach Europejskich w Mińsku odbyły się 29 i 30 czerwca 2019 r. na Cziżowka-Ariena. Składały się one z dwunastu konkurencji, po sześć dla kobiet i mężczyzn - dwóch konkurencji kata oraz dziesięciu walk kumite w poszczególnych kategoriach wagowych. 

## Medaliści i medalistki

### Mężczyźni
| Konkurencja   | Złoto            | Srebro              | Brąz                                  |
| ------------- | ---------------- | ------------------- | ------------------------------------- |
| Kata          | Damián Quintero  | Ali Sofuoğlu        | Roman Heydarov Mattia Busato          |
| Kumite -60 kg | Kalvis Kalniņš   | Firdovsi Farzaliyev | Angelo Crescenzo Jewgienij Płachtunin |
| Kumite -67 kg | Luca Maresca     | Mario Hodžić        | Arciom Kraucou Yves Martial Tadissi   |
| Kumite -75 kg | Stanisław Horuna | Rafael Aghayev      | Paweł Artamonow Gábor Hárspataki      |
| Kumite -84 kg | Ivan Kvesić      | Uğur Aktaş          | Michele Martina Walerij Czobotar      |
| Kumite +84 kg | Asiman Gurbanli  | Anđelo Kvesić       | Gogita Arkania Jonathan Horne         |

### Kobiety
| Konkurencja   | Złoto           | Srebro            | Brąz                                 |
| ------------- | --------------- | ----------------- | ------------------------------------ |
| Kata          | Sandra Sánchez  | Viviana Bottaro   | Patricia Esparteiro Dilara Eltemur   |
| Kumite -50 kg | Bettina Plank   | Serap Özçelik     | Marija Kulinkowicz Sophia Bouderbane |
| Kumite -55 kg | Iwet Goranowa   | Anżelika Terliuga | Jana Bitsch Jennifer Warling         |
| Kumite -61 kg | Anita Serogina  | Tjaša Ristić      | Gwendoline Philippe Merve Çoban      |
| Kumite -68 kg | Silvia Semeraro | Irina Zaricka     | Elena Quirici Hałyna Melnyk          |
| Kumite +68 kg | Laura Palacio   | Meltem Hocaoğlu   | Titta Keinänen Eleni Chatziliadou    |